# Avraham Suckever
Avraham Suckever (hebrejsky אברהם סוצקבר‎, v jidiš אַבֿרהם סוצקעווער‎, anglicky: Abraham Sutzkever, přepisován též jako Avrom; 15. července 1913 – 19. ledna 2010) byl židovský básník a spisovatel píšící v jidiš a polštině a partyzán druhé světové války.

## Biografie
Avraham Suckever se narodil v polské Smorgoni (dnešní Bělorusko). Během první světové války jeho rodina uprchla na Sibiř, kde nějakou dobu žila, a v roce 1922 se přestěhovala do Vilna (Vilnius), kde Avraham studoval v chederu a navštěvoval gymnázium. Od roku 1930 chodil do skautu – oddíl se jmenoval Di bin (včela).
Suckever, byl jednou z nejslavnějších postav literárního hnutí Jung Vilne (Mladé Vilno). Svoji první báseň vydal v roce 1934 v literárním časopise.
Za nacistické okupace, která začala v červnu 1941, přežil první období násilné perzekuce Židů litevskou milicí (spočívající v intenzivním zatýkání a popravování), a od 25. června do 20. července byl ukrytý v komíně svého vlastního domu. Později o těchto dnech napsal báseň. Rukopis básně byl ukrytý v tomto domě až do roku 1990.
Téhož roku byl, společně s ostatními Židy z města, internován v ghettu Vilno. Dne 12. září 1943 utekl, spolu se svou manželkou a přítelem Shmerkem Kaczerginskym, a bojoval proti nacistům jako partyzán. Během nacistické éry Suckever napsal přes 80 básní, jejichž rukopisy se mu podařilo uchovat k pozdějšímu vydání.
Po válce žil v Moskvě a Lodži. Dne 27. února 1946 se zúčastnil Norimberských procesů, kde hovořil o holokaustu ve Vilně a o Franzi Murerovi, vrahovi jeho matky a jeho syna. V roce 1947 emigroval do Izraele. V roce 1948 založil jidiš časopis Di goldene kejt (Zlatý řetěz). Zemřel 19. ledna 2010 v Tel Avivu ve věku 96 let.
V roce 1985 mu byla udělena Izraelská cena za jidiš literaturu. Byl rovněž nominován na Nobelovu cenu za literaturu.

## Dílo přeložené do angličtiny
- Burnt Pearls: Ghetto Poems of Abraham Sutzkever. Překlad Seymour Mayne; úvod Ruth R. Wisse. Oakville: Mosaic Press, 1981. ISBN 0-88962-142-X. (anglicky)
- The Fiddle Rose: Poems, 1970-1972, Abraham Sutzkever. Překlad Ruth Whitman; ilustrace Marc Chagall; úvod Ruth R. Wisse. Detroit: Wayne State University Press, 1990. Dostupné online. ISBN 0-8143-2001-5. (anglicky)
- A. Sutzkever: Selected Poetry and Prose. Překlad Barbara a Benjamin Haršav; úvod Benjamin Haršav. Berkeley: University of California Press, 1991. Dostupné online. ISBN 0-520-06539-5. (anglicky)
- Laughter Beneath the Forest: Poems from Old and Recent Manuscripts by Abraham Sutzkever. Překlad Barnett Zumoff; úvod Emanuel S. Goldsmith. Hoboken: KTAV Publishing, 1996. Dostupné online. ISBN 0-88125-555-6. (anglicky)